# Graafland (Adels- und Patriziergeschlecht)

Wappen Hooft Graafland, Neuer Adel der Niederlande, 1895

Die Familie Graafland, auch Hooft Graafland, Hooft Graafland – De Graeff sowie Hooft Graafland van Schotervlieland, ist dem niederländischen Patriziat und Adel zugehörig.

## Historie
Die Ursprünge der Familie liegen in Rotterdam, von wo aus sie am Ende des 16. Jahrhunderts nach Amsterdam übersiedelten. Dort gelangten sie zur Mitte des 17. Jahrhunderts in die Regierung Amsterdams. Aus der Ehe von Joan Graafland III. (1736–1799) – Grundherr von Schotervlieland und ontvanger-generaal der admiraliteit te Amsterdam – mit Hester Hooft (1740–1791) entsprang Hendrik Hooft Graafland (1764–1828), welcher den Doppelnamen Hooft Graafland einführte. Dieser Familienzweig wurde mit Mr. Ferdinand und Mr. Cornelis Hendrik Theodorus Adrianus Hooft Graafland im Jahre 1895 in den niederländischen Adel aufgenommen, während die Graafland schon erstmals im Jahre 1815 mit Mr. Joan Graafland in den neuen niederländischen Adelsstand eingeführt wurde. Beide Familienzweige erhielten das Adelsprädikat Jonkheer.

## Persönlichkeiten
- Gilles Graafland, Amsterdamer Bürgermeister
- Joan Pietersz Graafland (1733–1821), Mitglied der Amsterdamer Stadtregierung, Diplomat und Direktor der Sozietät von Suriname
- Robert Archibald Antonius Joan Graafland (1875–1940), niederländischer Kunstmaler
- Eddy Pieters Graafland (1934–2020), niederländischer Profifußballspieler